# Budîșce, Horodnea
Budîșce (în ucraineană Будище) este un sat în comuna Drozdovîțea din raionul Horodnea, regiunea Cernihiv, Ucraina.

## Demografie
Componența lingvistică a localității Budîșce
     Ucraineană (91,76%)
     Rusă (7,06%)
     Belarusă (1,18%)
Conform recensământului din 2001, majoritatea populației localității Budîșce era vorbitoare de ucraineană (91,76%), existând în minoritate și vorbitori de rusă (7,06%) și belarusă (1,18%).